# Stensjön (Näshulta socken, Södermanland)
Stensjön är en sjö i Eskilstuna kommun i Södermanland och ingår i Nyköpingsåns huvudavrinningsområde.